# Västerberg
Västerberg is een plaats in de gemeente Sandviken in het landschap Gästrikland en de provincie Gävleborgs län in Zweden. De plaats heeft 238 inwoners (2005) en een oppervlakte van 71 hectare.

## Verkeer en vervoer
Bij de plaats loopt de E16/Riksväg 68.